# Protestas en Wisconsin de 2011

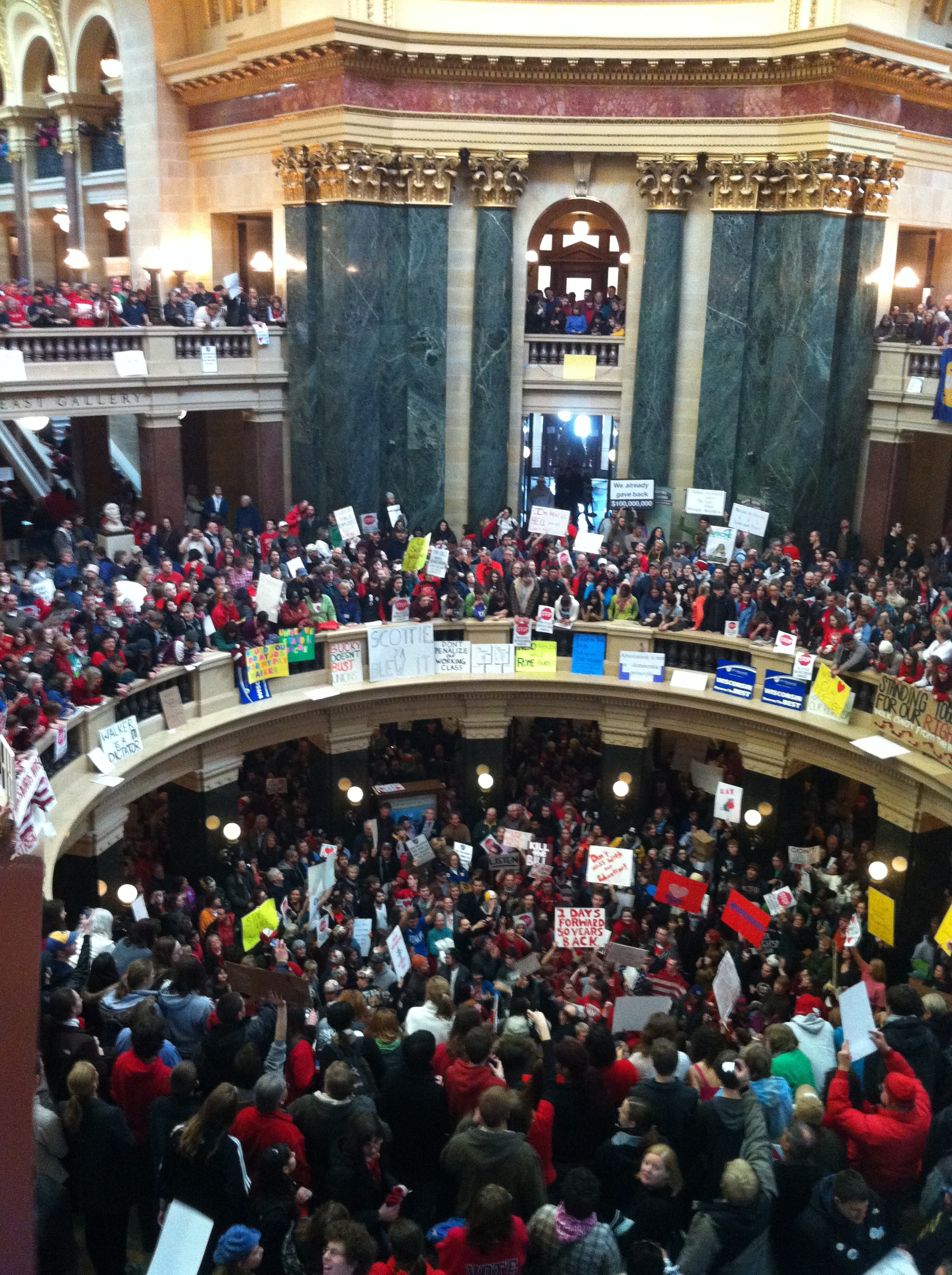
Numerosa cantidad de funcionarios protestantes de Wisconsin.

Las protestas en Wisconsin de 2011 son movimientos sociales que empezaron el 14 de febrero de 2011, por parte de funcionarios de los EE. UU. en el estado de Wisconsin en contra de la Winsconsin Budget Repair Bill propuesta por el gobernador republicano Scott Walker. Es el mayor movimiento social se ha visto alguna vez los Estados Unidos durante 75 años.
El proyecto de ley presupuestaria de las finanzas públicas obligaba a los funcionarios de Wisconsin a contribuir con una suma del 5,8% de su salario para cubrir el coste de las pensiones, y una suma del 12,6% (frente al 6% anterior) para su seguro de enfermedades. El proyecto de ley también prevé una reducción y posible abolición del derecho de negociación colectiva de los sindicatos de los funcionarios públicos.
El movimiento consistió en diversas manifestaciones y eventos, llegando a reunir a entre 70.000 y a 100.000 personas, principalmente en y alrededor del Capitolio en la ciudad de Madison, y también en las ciudades de Milwaukee, Green Bay, y en los campus de las universidades Wisconsin-Madison y Wisconsin en Milwaukee, y la ocupación durante varios días del Capitolio de Wisconsin, seguido por la evacuación de los manifestantes por las fuerzas de seguridad, y la fuga más allá de las fronteras del Estado durante tres semanas de catorce senadores del Partido Demócrata para impedir la aprobación de la ley por falta de cuórum.
El 9 de marzo, los republicanos, cambia el proyecto de ley por lo que su ratificación no requiere la presencia de los demócratas electos. El proyecto fue aprobado en el Senado por 18 votos contra 1. El 10 de marzo, el acto fue aprobado por la Asamblea del Estado de Wisconsin por 53 votos contra 42. La nueva ley aprobada por lo tanto limita el derecho a la negociación salarial colectiva, la eliminación de la recogida automática de las cuotas sindicales y obligado a celebrar una votación sindical cada año para validar la legitimidad de la acreditación.
Unos días más tarde, un juez de la Corte de Circuito de Wisconsin suspende su aplicación argumentando que se aprobó incumpliendo la Open Meetings Law. Sin embargo, se espera que la Corte Suprema de Wisconsin tenga la última palabra en un proceso que comenzará el 6 de junio.

## Cronología

### Febrero
Al principio, los impuestos sobre las empresas y en los más altos ingresos se reducen por el Gobernador Walker. Luego, el Gobernador escribe un presupuesto suplementario, para cumplir con un déficit previsto de 3,6 millones de dólares. Entre las medidas previstas, los ingresos sería aumentada por las contribuciones de los sueldos de los funcionarios de Wisconsin por una suma de 5,8% para las contribuciones de su pensión, y hasta el 12,6% (frente al 6% antes) de su seguro Medicare. Uno de los objetivos declarados de la ley es la destrucción de los sindicatos, como lo demuestra una entrevista realizada por teléfono trampa haciéndose pasar por un reportero David Koch, uno de los Hermanos Koch, fundador de Koch Industries, donantes multimillonario la elección de Gobernador Walker. Algunos artículos incluyen:
- elecciones anuales en los sindicatos;
- la prohibición del pago de las cuotas mediante domiciliación bancaria;
- la prohibición del Pago de las cuotas Bancaria mediante domiciliación;
- la prohibición de la competencia de sindicatos para la negociación de aumentos salariales y los convenios colectivos (a excepción de los sindicatos de policía y de bomberos);
- limitación de los aumentos salariales al nivel de la inflación.

Esta ley, destinada a debilitar a los sindicatos del sector público, daría lugar a su desaparición. Público, el Gobernador hizo Walker sindicatos responsable de las pérdidas, y rechazó una propuesta del campo democrático, aceptando el aumento de las cotizaciones sociales, con exclusión de la eliminación de la negociación colectiva.
Las manifestaciones comenzaron el 14 de febrero que reúne a unas 150 000 personas. Los eventos tienen lugar principalmente en el Capitolio de Wisconsin en Madison, pasó varios días, sino también en pequeñas ciudades como Milwaukee, Green Bay y otros, así como en el campus de la Universidad de Wisconsin-Madison y el de la Universidad de Wisconsin en Milwaukee. Los participantes incluyen a los funcionarios estatales y locales, sino también para los empleados del sector privado, agricultores y estudiantes. Un lema era "De pie, como los egipcios! "(Inglés: Stand up, like Egyptians!). El movimiento también vio la fuga más allá de las fronteras del estado por tres semanas, catorce senadores del Partido Demócrata para impedir el paso de la ley por falta de cuórum.

### Marzo
El 9 de marzo, los republicanos cambian el proyecto de ley y modifican todas sus medidas fiscales, por lo que su ratificación no requiere la presencia de los demócratas electos. El proyecto de ley es votada en el Senado por 18 votos contra 1. Al día siguiente, 10 de marzo, el acto ha sido aprobado por la Asamblea del Estado de Wisconsin por 53 votos contra 42, pero es impugnada en los tribunales, porque el requisito de informar al público de la reunión con 24 horas de antelación se no se cumplió. A pesar de un fallo favorable inicial, la Oficina Legislativa no pasa por el cargo de Secretario de Estado publica oficialmente el derecho a la negociación colectiva, con lo que la ley aplicable, de conformidad con los republicanos. Este punto de vista es criticado por el profesor de derecho constitucional Fallone Edward, por lo que la Oficina de Referencia Legislativa, que es una biblioteca de investigación, no tiene facultad de emitir leyes y votó a favor de hacer leyes. Declaración seguida por el juez Sumi, que los funcionarios que tratan de poner en práctica el proyecto de ley (y no la ley) la ley puede sanciones.
El 12 de marzo, los demócratas del Senado de regresar a Wisconsin, recibido por más de 150.000 personas.

### Abril
Procedimientos de "recuperación " (revocación popular) se lanzan contra ocho senadores republicanos, en respuesta, el Partido Republicano ha lanzado contra los senadores demócratas ausentes durante la votación, pero de acuerdo a Le Monde Diplomatique, la opinión pública es en gran parte en sus a favor. Si 16 senadores (8 demócratas y republicanos 8) son objeto de un proceso de recuperación, que podría tener éxito sólo en 6 casos, mientras que sólo un escaño republicano se ve muy vulnerables.
Las elecciones para el cargo de magistrado de la Corte Suprema del 5 de abril de 2011, también deberán demostrar que el apoyo popular para un lado o el otro. Este oponente electoral demócrata JoAnne Kloppenburg juez titular republicano, conservador David Prosser, con el apoyo de Sarah Palin se convierte en un referéndum sobre la lucha nacional por los derechos de los trabajadores sindicalizados. Esta elección se convierte en el más caro de la historia del estado. En la noche del 5 de abril, Kloppenburg prematuramente reclamar la victoria por apenas 204 votos más (0,2%) antes de que la tendencia se revirtió después de un recuento y que la victoria se le da al candidato republicano por más de 7.000 votos por delante. Los resultados, en disputa por los demócratas, debe ser confirmada por el Estado el 15 de abril.

## Protestas Similares
Los partidos republicanos en diferentes estados están planeando leyes similares, y protestas similares tuvieron lugar en Harrisburg (Pennsylvania), Richmond (Virginia), Boise (Idaho), Montpelier (Vermont) y Columbus (Ohio) . En otras partes del país, el apoyo a eventos que tienen lugar como San Francisco, Los Ángeles, Denver, Chicago, Nueva York y Boston.

## Consecuencias
Las clases trabajadoras estadounidenses, especialmente la clase obrera se unieron para salvar el resto de la legislación que lo protege, al mismo tiempo que mantiene desde hace décadas que los republicanos se deshizo poco a poco el estado del bienestar. La duración y el alcance del conflicto convertido en un evento nacional, el tema de la huelga general, nunca tocó los Estados Unidos, incluso durante las revoluciones de Túnez y Egipto, se ha discutido en la televisión estadounidense, que no fue sucedido durante décadas.
- Datos: Q1935930
- Multimedia: 2011 Wisconsin protests / Q1935930